# Walls
Walls és el primer àlbum debut del cantant britànic Louis Tomlinson que es va llançar el 31 de gener del 2020 a través d'Aresta Rècords. Com a promoció es van llançar quatre senzills «Two of Us», «Kill My Mind», «We Made It» i per acabar «Don't Let It Break Your Heart».

## Antecedents i desenvolupament
Quan va fer l'àlbum, Tomlinson va afirmar que havia invertit «tant de temps en aquest àlbum» que «no va poder evitar desitjar un senzill exitós després d'una carrera en el pop mitjà». Va començar la seva carrera en solitari amb els singles «Just Hold On» i «Back to You» i després de la mort de la seva mare Johannah i la seva germana Felicité i reflexionant sobre el que volia, Tomlinson va decidir que «pot ser hauria de començar amb el que estimo i treballar des d'allà». En una entrevista amb la revista Billboard, va dir que l'àlbum és un reflex d'ell «simplement utilitzant el seu cor, i sent honest, reflexionant sobre una ruptura». Tomlinson va anunciar l'àlbum en un vídeo publicat en les seves xarxes socials en el que deia que estava "realment alleujat d'estar finalment aquí" i va agrair als fans per la seva paciència.

## Promoció
El 23 d'octubre de 2019, el cantant va anunciar l'àlbum en un vídeo el qual va publicar a les seves xarxes socials en el que deia que estava «realment alleujat d'estar finalment de retorn» i va donar les gràcies als fans per la seva paciència. L'àlbum «Walls» conté un total de 12 cançons. Aquell mateix dia, es va habilitar la seva prevenda. A més a més de les plataformes digitals l'àlbum està disponible en vinil, casset i CD. A finals d'octubre, Louis va començar a revelar els noms d'algunes de les cançons del disc a través de les seves xarxes socials com «Don't Let It Break Your Heart». De la mateixa manera, va confirmar en entrevista les cançons «Habit», «Too Young» i «Defenceless».

## Llistat de cançons
| Nom de la cançó               | Escrita per                                                       | Produïda per                          | Durada |
| ----------------------------- | ----------------------------------------------------------------- | ------------------------------------- | ------ |
| Kill My Mind                  | Jamie Hartman, Louis Tomlinson, Sean Douglas                      | Jamie Hartman                         | 3:42   |
| Don't Let It Break Your Heart | James Newman, Louis Tomlinson                                     | Stuart Crichton                       | 3:25   |
| Two Of Us                     | Andrew Jackson, Duck Blackwell, Bryn Christopher, Louis Tomlinson | Mark Crew, Dan Priddy, Duck Blackwell | 3:38   |
| We Made It                    | John Ryan, Julian Bunetta, ADP, Levi Lennox, Louis Tomlinson      |                                       | 3:22   |

### Senzills
El primer single de l'àlbum de Louis Tomlinson va ser «Two of Us» i es va estrenar el 7 de març de 2019. La cançó se la dedica la seva mare, Johannah Deakin, la qual va morir de leucèmia anys abans, al desembre de 2016. Posteriorment, el 5 de setembre d'aquell mateix any es va estrenar la pista«Kill My Mind» el segon senzill de l'àlbum. Lindsey Smith de la revista iHeartRadio va descriure la cançó com una «pista influenciada pel punk amb guitarres pesades i bateria», i va pensar que aquesta cançó «realment mostra el seu talent i habilitat per a interpretar diferents gèneres sense esforç». El tercer senzill de la producció va ser «We Made It» que es va llançar el 24 d'octubre de 2019, seguit de «Don't Let It Break Your Heart», cançó que es va publicar el 22 de novembre del mateix any.

## Música i temes
En una entrevista que va fer amb la revista Far Out Magazine, va declarar que va agafar influències de diverses bandes d'Indie rock i Britpop pel seu àlbum com ara Oasis i Arctic Monkeys, dos grups amb els que va créixer escoltant. Líricament, Tomlinson es va inspirar en Alex Turner, Amy Winehouse, Mike Skinner i Sam Fender.Els temes que tracta en l'àlbum abarquen des de les relacions i la família fins a la bogeria de la joventut del propi cantant i els dies de dubtes. També expressa la idea de tornar als seus dies formant part de One Direction, recordar els alts i baixos de les relacions i relatar les lliçons de vida apreses durant el camí de la seva vida fins a l'actualitat. L'àlbum inicia amb una cançó del gènere Indie pop, «Kill My Mind», escrita com una "declaració d'intencions". Segueix amb «Don't Let It Break Your Heart» la qual és un himne molt commovedor sobre com avançar enfront de les dificultats de la vida amb un cor creixent i únic sobre la pèrdua d'algú, o pot ser la ruptura d'una relació. «Two of Us» és una oda i una balada a la difunta mare de Tomlinson, Johannah Deakin, i l'impacte que la seva mort va tenir en ell. «We Made It», amb un toc de Britpop, comença amb una introducció de guitarra acústica. En aquesta cançó descriu els dies previs a la fama de Tomlinson i l'evolució que va tenir durant aquesta.
«Habit», la setena cançó de la producció, és una cançó la qual parla sobre la relació de Louis Tomlinson amb el seu treball en temps passats i com sentia que aquest no el representava tant però tampoc podia deixar anar la seva feina. També parla de com se sentia amb la seva parella. La melodia és tranquil·la amb el so de guitarres i va molt lligada amb la lletra. «Too Young», així com la cançó principal de l'àlbum «Walls» van ser inspirades en Oasi. Tomlinson va anomenar a «Walls» d'aquesta manera fent al·lusió al tema de tornar a casa després d'haver estat de gira, poc després que es separés dels seus companys de bada. A més va afirmar que li encanta «el so indie que caracteritza la cançó i la seva naturalesa circular. Un hàbit del indie-pop, és un missatge per als fans i una reflexió sobre la fama, afegint que la música és l'hàbit al qual sempre torno» i va etiquetar a la cançó «un agraïment als fans i un recordatori per a ell mateix d'estar agraït per haver rebut aquesta posició». «Always You» és la cançó més antiga de l'àlbum, difosa per Tomlinson a principis de l'any 2017 amb publicacions a Twitter i Instagram. A l'agost de 2017, va publicar els primers 13 segons de la cançó en els quals hi apareixia la lletra «Vaig anar a Amsterdam sense tu, i tot el que vaig fer va ser pensar en tu».
«Fearless» obre i tanca amb veus de nens, es tracta d'una balada dramàtica d'indie pop. L'autor mira enrere als companys amb els quals va créixer i reflexiona sobre el significat d'envellir. «Perfect Now» es tracta d'un intent d'escriure una cançó favorita dels fans i líricament una extensió de «What Makes You Beautiful», el primer senzill de One Direction, el tema presenta una guitarra acústica i violins enèrgicament arrencats. A «Defenceless», mostra la seva honestedat i vulnerabilitat, sentint-se genial, jove i sorprenent un dia i una mica deprimit l'endemà. L'àlbum tanca amb el tema «Only the Brave» inspirat en la guitarra indie d'Oasis, l'intèrpret va descriure la cançó com aquella que va poder haver estat escrita per Liam Gallagher, i que malgrat ser la cançó més curta de l'àlbum (amb una duració de 1,44 minuts), és capaç de transmetre el missatge que deistja amb tanta claredat".

## Recepció de la crítica
L'àlbum «Walls» va rebre diverses crítiques variades. En Metacritic, que assigna una qualificació normalitzada de 100 a les ressenyes de crítics professionals, l'àlbum té una puntuació mitja de 53/100, basat en sis ressenyes, el que indica "ressenyes mixtes o de mitjana".
Rob Sheffield, el qual pertany a la revista de Rolling Stone, va qualificar l'àlbum de Louis Tomlinson com a «excel·lent» i un «àlbum que et surt a compte esperar» i ho va elogiar per «posar-li molt cor i ànima». Concretament, va destacar «Two of Us», qualificant-la de « una cançó emocionalment audaç». Neil Yeung de la base de dades Allmusic va ser fer una critiva igualment positiva, anomenant a les pistes de l'àlbum una «col·lecció indie agradablement sorprenent i directa» amb cançons inspirades en Britpop d'un home de família i va alabar l'autenticitat genuïnament agradable de Louis Tomlinson. Va acabar la seva ressenya dient que l'àlbum «acaba sent el més madur i natural dels exintegrantes de One Direction. Mike Nied del blog de música Idolator va anomenar a l'àlbum un «fort debut», «una col·lecció convincent que desafia audaçment les tendències actuals i al mateix temps demostra que Tomlinson té més a dir ara més que mai». Ella Kemp de NME va descriure l'àlbum com una «inspiració en Oasis, i principalment guiat per la guitarra», en particular elogiant la seva primera cançó de la producció «Kill My Mind» i també la cançó que dona títol al disc «Walls», que indica l'ambició obstinada de Tomlinson, els canvis clau major-menor ordenats prou sofisticats com per arribar fins al fons del teu cor. Va acabar la revisió dient que el cantant por ser es prengui el temps per a trobar-se adequadament abans de llançar-se a un clamorós futur.
En la seva crítica per la cadena de televisió nord-americana Entertainment.ie, Lauren Murphy va elogiar algunes cançons com ara «Kill My Mind» i també «Too Young», sobre les quals comenta que aquesta última «té una melodia de guitarra amb un ritme tappy toe, es una melodia dolça i simple que, afortunadament, no es veu arruïnada per la producció pop brillant»; mentre que la pista «Habit» és una «cançó indiepop completament relaxada amb tambors i cordes que et podries imaginar a una banda com Athlete o Embrace». Del tema «Fearless» esmenta que és una de les cançons més dramàtiques de la producció" que sembla sonar com la versió feta per Louis del senzill «No Regrets» de Robbie Williams" i «Perfect Now» és una cançó dolça amb «guitarra acústica enèrgicament tocada i violins suaus, molt a l'estil Ed Sheeran. Va acabar la seva ressenya afirmant que l'àlbum solista debut de Louis Tomlinson "abraça el seu amor per la música indie però no arriba prou lluny.
Algunes crítiques van ser menys positives que les anteriors. Alexandra Pollard, del diari britànic The Independent, va qualificar l'àlbum de «profundament irrellevant» i a més a més, va afegir que «escoltar el disc és com travessar un mal pas de banalitat», tot i això, va opinar que les cançons «We Made It» i «Two of Us» van ser-hi dues excepcions. Mark Kennedy, escrivint per a l'agència de noticies estatunidenca Associated Press, va redactar que Tomlinson «té una veu atractiva i una mà per a escriure cada cançó», però també va dir que l'àlbum era «un complet aclaparador» mentre l'anomenava «no ofensiu i sense incidents». Brenna Echrlich de la revista estadounidenca Rolling Stone va sentir que l'àlbum era massa nostàlgic i parlava molt sobre els dies de Tomlinsono a One Direction i que «no afirma prou independència musical» mentre espera que en el futur «tingui el coratge per a deixar-se portar i adonar-se que aquests dies s'estan marcint de mica en mica» encara que ella va felicitar les cançons «Kill My Mind», «Two of Us», «Walls» i per acabar «Only the Brave». Rachel McGrath, del diari anglès Evening Standard, es va fer ressò dels pensaments de Echrlich i va escriure que «mentre Tomlinson intenta adoptar un so lleugerament més agut, sovint recorre al que va funcionar per a One Direction». Lior Phillips de la revista estadounidenca Variety va notar que Tomlinson no «va tractar de recapturar les glòries del seu anterior grup, One Direction, sinó que va intentar recuperar les d'Oasis i Britpop, mantenint la seva identitat real borrosa» i que «encara no és clar exactament qui és Louis Tomlinson sense la presència d'ells».

## Rendiment comercial
L'àlbum de Louis Tomlinson «Walls» va debutar en el número 9 en el Billboard 200 dels Estats Units. Amb un total de 39,000 unitats equivalents a àlbums i, per tant, es va convertir en el primer àlbum nou d'un artista d'Aresta Rècords en gairebé nou anys en aconseguir el top 10 en la llista. Quan va llançar l'àlbum va vendre 35,000 unitats d'aquest. El disc també es va incloure en altres països i va aconseguir el número 1 a Mèxic, Escòcia i Portugal.
| Núm. | Títol | Durada |
| ---- | ----- | ------ |

| Núm. | Títol                                         | Composició      | Productor(es)   | Durada |
| ---- | --------------------------------------------- | --------------- | --------------- | ------ |
| 13.  | «Just Hold On (Steve Aoki & Louis Tomlinson)» | Plantilla:Lista | Plantilla:Lista | 3:18   |
| 14.  | «Miss You»                                    | Plantilla:Lista | Plantilla:Lista | 3:02   |
| 15.  | «Back to you»                                 |                 |                 |        |

## Posicionament en llistes
| Llistes (2020)                                                | Millor posició |
| ------------------------------------------------------------- | -------------- |
| Plantilla:Country data Alemania (Media Control Charts)        | 21             |
| Austràlia (ARIA)                                              | 6              |
| Àustria (Ö3 Austria Top 40)                                   | 9              |
| Plantilla:Country data Bélgica (Ultratop) Flanders            | 10             |
| Plantilla:Country data Bélgica (Ultratop) Wallonia            | 27             |
| Plantilla:Country data Canadá (Billboard)                     | 9              |
| Plantilla:Country data Escocia (Official Charts Company)      | 1              |
| Plantilla:Country data España (PROMUSICAE)                    | 4              |
| Plantilla:Country data España (Top 100 Vinilos)               | 10             |
| Plantilla:Country data Estados Unidos (Billboard 200)         | 9              |
| Plantilla:Country data Estados Unidos (Rolling Stone Top 200) | 8              |
| Estònia (Eesti Ekspress)                                      | 24             |
| Plantilla:Country data Francia (SNEP)                         | 48             |
| Plantilla:Country data Finlandia (Suomen virallinen lista)    | 30             |
| Irlanda (IRMA)                                                | 15             |
| Plantilla:Country data Italia (FIMI)                          | 12             |
| Plantilla:Country data Japón (Oricon)                         | 46             |
| Plantilla:Country data México (AMPROFON)                      | 1              |
| Plantilla:Country data Nueva Zelanda (RMNZ)                   | 27             |
| Plantilla:Country data Países Bajos (Album Top 100)           | 22             |
| Plantilla:Country data Polonia (Polish Airplay Top 100)       | 9              |
| Portugal (AFP)                                                | 1              |
| Plantilla:Country data Reino Unido (Official Charts Company)  | 4              |
| Plantilla:Country data República Checa (ČNS IFPI)             | 34             |
| Plantilla:Country data Suecia (Sverigetopplistan)             | 38             |
| Plantilla:Country data Suiza (Schweizer Hitparade)            | 12             |

| Regió                                      | Certificació | Vendes |
| ------------------------------------------ | ------------ | ------ |
| Plantilla:Country data España (PROMUSICAE) | Or           | 20,000 |
| Plantilla:Country data Italia (FIMI)       | Or           | 25,000 |
| Plantilla:Country data México (AMRROFON)   | Or           | 30,000 |
| Regne Unit (BPI)                           | Plata        | 60,000 |

1. ↑  «Louis Tomlinson revela la fecha de lanzamiento de 'Walls', su álbum debut» (en espanyol europeu). Nación Rex. [Consulta: 24 octubre 2019].
2. ↑  «See When Louis Tomlinson's Debut Album Is Finally Arriving». Billboard. [Consulta: 24 octubre 2019].
3. ↑  «‘Walls’, el primer álbum de Louis Tomlinson como solista» (en castellà). AS USA, 23-10-2019. [Consulta: 24 octubre 2019].
4. ↑  Spanos, Brittany. «Louis Tomlinson Announces Debut Album ‘Walls’» (en anglès americà). Rolling Stone, 23-10-2019. [Consulta: 24 octubre 2019].
5. ↑  «Louis Tomlinson estrenará nueva canción: Two Of Us» (en espanyol europeu). Nación Rex. [Consulta: 24 octubre 2019].
6. ↑  TIM, Televisa. «Louis Tomlinson estrena "Kill My Mind", su nueva canción» (en castellà). Telehit. [Consulta: 24 octubre 2019].
7. ↑  TIM, Televisa. «Louis Tomlinson anuncia el estreno de 'We Made It', su nueva canción» (en castellà). Telehit. [Consulta: 24 novembre 2019].
8. ↑  «Louis Tomlinson estrena 'Don´t let it break you heart', su nuevo sencillo» (en espanyol europeu). Nación Rex. [Consulta: 24 novembre 2019].
9. ↑  Hosken, Patrick. «Louis Tomlinson Sounds Like The Britpop Star He Was Born To Be On 'Kill My Mind'» (en anglès). MTV News. Arxivat de l'original el 2021-02-24. [Consulta: 3 març 2020].
10. ↑  «Louis Tomlinson Announces Debut Album Walls» (en anglès australià). E! News, Wed Oct 23 10:09:57 PDT 2019. [Consulta: 24 octubre 2019].
11. ↑  «Louis Tomlinson anuncia su álbum debut \'Walls\'» (en anglès). www.rollingstone.com.mx. [Consulta: 24 octubre 2019].
12. ↑  «Louis Tomlinson lanza su primer álbum en solitario Walls» (en espanyol europeu). La Verdad Noticias. [Consulta: 24 octubre 2019].
13. ↑  «Louis Tomlinson publicará su primer álbum ‘Walls’ el próximo 31 de enero de 2020» (en castellà). Vinilo Negro, 23-10-2019. [Consulta: 24 octubre 2019].
14. ↑  Tomlinson, Louis. «*Don’t let it break your heart» (en anglès). @Louis_Tomlinson, 29-10-2019. [Consulta: 9 novembre 2019].
15. ↑  Poret-Birembaux, Laurine. «INTERVIEW EXCLU - Louis Tomlinson nous dit tout sur son single Kill My Mind, son album à venir et l'époque One Direction !» (en francès). melty, 19-09-2019. [Consulta: 9 novembre 2019].
16. ↑  «Louis Tomlinson anuncia la fecha de lanzamiento de ‘Two Of Us’». www.milenio.com. [Consulta: 24 octubre 2019].
17. ↑  «Louis Tomlinson releases heartbreaking song "Two Of Us" dedicated to his late mother» (en anglès americà). Girlfriend. [Consulta: 24 octubre 2019].
18. ↑  «Louis Tomlinson estrena el video de 'Kill My Mind ' y desata las teorías» (en espanyol europeu). Nación Rex. [Consulta: 24 octubre 2019].
19. ↑  «Louis Tomlinson Releases Rock-Inspired Single 'Kill My Mind '» (en castellà). iHeartRadio. [Consulta: 24 octubre 2019].
20. ↑  TIM, Televisa. «Louis Tomlinson estrena "We Made It" y podría presentarlo en los Premios Telehit 2019» (en castellà). Telehit. [Consulta: 24 novembre 2019].
21. ↑  «Louis Tomlinson estrena sencillo "Don't Let It Break Your Heart"» (en espanyol europeu). ELIMPARCIAL.COM. [Consulta: 24 novembre 2019].
22. ↑  «From Oasis to Arctic Monkeys: Louis Tomlinson reveals 5 musicians to influence his new album» (en anglès britànic). Far Out Magazine, 26-11-2019. [Consulta: 13 febrer 2020].
23. ↑  «Louis Tomlinson – Walls: Various Formats + Ticket Bundle (An Evening with … at The Wardrobe) *Pre-Order» (en anglès americà), 27-01-2020. Arxivat de l'original el 27 de gener de 2020. [Consulta: 13 febrer 2020].
24. ↑  «Louis Tomlinson Talks We Made It, Walls, One Direction & More». [Consulta: 13 març 2021].
25. ↑  «Louis Tomlinson Soars On “Don’t Let It Break Your Heart”». idolator, 02-12-2019. [Consulta: 3 març 2020].[Enllaç no actiu]
26. ↑  Murphy, Lauren. «First Impressions: A track-by-track review of Louis Tomlinson's debut solo album 'Walls'». Entertainment.ie. [Consulta: 3 març 2020].
27. ↑  Alston, Trey. «Louis Tomlinson Fondly Reflects On His Mother's Love On Sweet 'Two Of Us'» (en anglès). MTV News. Arxivat de l'original el 2020-04-20. [Consulta: 3 març 2020].
28. ↑  «Louis Tomlinson 'We Made It' Interview: The Story Behind the New Single». Billboard, 24-10-2019. [Consulta: 3 març 2020].
29. 1 2  «Louis Tomlinson – Walls: Various Formats + Ticket Bundle (An Evening with … at The Wardrobe) *Pre-Order» (en anglès americà), 27-01-2020. Arxivat de l'original el 27 de gener de 2020. [Consulta: 13 febrer 2020].
30. 1 2 3  Murphy, Lauren. «First Impressions: A track-by-track review of Louis Tomlinson's debut solo album 'Walls'». Entertainment.ie. [Consulta: 3 març 2020].
31. ↑  Tomlinson, Louis. «Always» (en anglès). @Louis_Tomlinson, 26-02-2017. [Consulta: 3 març 2020].
32. ↑  «Louis Tomlinson en Instagram: "You"» (en castellà). Instagram. [Consulta: 3 març 2020].
33. ↑  «Louis Tomlinson en Instagram: "You"» (en castellà). Instagram. [Consulta: 13 febrer 2020].
34. ↑  «"Louis Tomlinson – Walls: Various Formats + Ticket Bundle (An Evening with … at The Wardrobe) *Pre-Order». Arxivat de l'original el 27 de gener de 2020. [Consulta: 3 març 2020].
35. ↑   2017 Press Conference Records of Ministry of Environmental Protection, the People's Republic of China.  Springer Singapore, 30 de maig de 2019, p. 27–42. ISBN 978-981-13-7329-9.
36. ↑   «Metacritic: film». Choice Reviews Online, 40, 08, 01-04-2003, pàg. 40–4503-40-4503. DOI: 10.5860/choice.40-4503. ISSN: 0009-4978 [Consulta: 12 febrer 2020].
37. ↑  Nath, Karl A. «In the Limelight: January 2020». Mayo Clinic Proceedings, 95, 1, 1-2020, pàg. 29–32. DOI: 10.1016/j.mayocp.2019.11.012. ISSN: 0025-6196 [Consulta: 12 febrer 2020].
38. ↑  «Walls - Louis Tomlinson | Release Info» (en anglès americà). AllMusic. [Consulta: 12 febrer 2020].
39. ↑  «Album Review: Louis Tomlinson’s ‘Walls’ Is A Strong Debut». idolator, 03-02-2020. [Consulta: 12 febrer 2020].[Enllaç no actiu]
40. 1 2  «Louis Tomlinson – 'Walls' review» (en anglès britànic). NME Music News, Reviews, Videos, Galleries, Tickets and Blogs | NME.COM, 27-01-2020. [Consulta: 12 febrer 2020].
41. ↑  «Listening to Louis Tomlinson’s debut album is like wading through a quagmire of banality – review» (en anglès). The Independent, 30-01-2020. [Consulta: 12 febrer 2020].
42. ↑  «Review: Louis Tomlinson drops a total snoozer of an album». AP NEWS, 28-01-2020. [Consulta: 3 març 2020].
43. ↑  Ehrlich, Brenna. «Louis Tomlinson Searches For a New Direction on 'Walls'» (en anglès americà). Rolling Stone, 30-01-2020. [Consulta: 12 febrer 2020].
44. ↑  «Louis Tomlinson, Walls review: Tackling grief with an edgier sound» (en anglès). Evening Standard, 31-01-2020. [Consulta: 3 març 2020].
45. ↑  Phillips, Lior. «Louis Tomlinson’s ‘Walls’: Album Review» (en anglès). Variety, 31-01-2020. [Consulta: 12 febrer 2020].
46. 1 2  «Louis Tomlinson». Billboard. [Consulta: 3 març 2020].
47. ↑  «Louis Tomlinsonâ€™s â€˜Wallsâ€™ Brings Relaunched Arista Records Back to Billboard 200 Top 10». Billboard, 09-02-2020. [Consulta: 3 març 2020].
48. ↑  McIntyre, Hugh. «Kesha, Louis Tomlinson And Russ Chart Top 10 Albums Behind Lil Wayne’s New No. 1» (en anglès). Forbes. [Consulta: 3 març 2020].
49. 1 2  «Top Album - Semanal (del 31 de Enero al 6 de febrero de 2020)». Asociación Mexicana de Productores de Fonogramas y Videogramas. Arxivat de l'original el 27 de febrer de 2020. [Consulta: 3 març 2020].
50. 1 2  «Official Scottish Sales Chart Top 100» (en anglès). Official Charts Company. [Consulta: 3 març 2020].
51. 1 2  «Portuguesecharts.com – Louis Tomlinson – Walls». Associação Fonográfica Portuguesa. [Consulta: 3 març 2020].
52. ↑  «Offiziellecharts.de – Louis Tomlinson – Walls». GfK Entertainment Charts. [Consulta: 3 març 2020].
53. ↑  «ARIA Australian». Australian Recording Industry Association. [Consulta: 3 març 2020].
54. ↑  «Austriancharts.at – Louis Tomlinson – Walls». Ö3 Austria Top 40. [Consulta: 3 març 2020].
55. ↑  «Ultratop.be – Louis Tomlinson – Walls». Ultratop. [Consulta: 3 març 2020].
56. ↑  «Ultratop.be – Louis Tomlinson – Walls». Ultratop. [Consulta: 3 març 2020].
57. ↑  «Louis Tomlinson Chart History». Billboard. [Consulta: 3 març 2020].
58. ↑  «Top 100 Canciones: Semana 6». Productores de Música de España. [Consulta: 3 març 2020].
59. ↑  «Top 100 Vinilos Semana 18», 17-05-2022.
60. ↑  «Top 200 Album» (en anglès americà). Rolling Stone. Arxivat de l'original el 2020-03-03. [Consulta: 3 març 2020].
61. ↑  «EESTI TIPP-40 MUUSIKAS: järjekordne liige tungib sooloteosega Eesti digitabelisse». Eesti Ekspress. [Consulta: 3 març 2020].
62. ↑  «Top Singles (Week 6, 2020)». Syndicat National de l'Édition Phonographique. [Consulta: 3 març 2020].
63. ↑  «Louis Tomlinson». Musiikkituottajat – IFPI Finland. [Consulta: 3 març 2020].[Enllaç no actiu]
64. ↑  «IRMA - Irish Charts». Irish Recorded Music Association. [Consulta: 3 març 2020].
65. ↑  «Top Album – Classifica» (en italià). Federación de la Industria Musical Italiana. [Consulta: 3 març 2020].
66. ↑  «NZ Top 40 Album Chart» (en anglès). Recorded Music NZ. Arxivat de l'original el 2020-02-16. [Consulta: 3 març 2020].
67. ↑  «Dutchcharts.nl – Louis Tomlinson – Walls» (en neerlandès). Dutch Top 40. [Consulta: 3 març 2020].
68. ↑  «Listy bestsellerów, wyróżnienia :: Związek Producentów Audio-Video». Polish Airplay Top 100. [Consulta: 3 març 2020].
69. ↑  «Official Album Chart Top 100» (en anglès). Official Charts Company. [Consulta: 3 març 2020].
70. ↑  «ČNS IFPI - República Checa». República Checa. [Consulta: 3 març 2020].
71. ↑  «Veckolista Singlar, vecka 6». Sverigetopplistan. [Consulta: 3 març 2020].
72. ↑  «Swisscharts.com – Louis Tomlinson – Walls». Schweizer Hitparade. [Consulta: 3 març 2020].
73. ↑  Para realizar la búsqueda, entre a la página y escriba Walls en el filtrador «Certifications - FIMI». Federación de la Industria Musical Italiana, 2021. [Consulta: 12 novembre 2021].
74. ↑  Para realizar la búsqueda, entre a la página y busque "Louis Tomlinson" en la columna de artista, y "Walls" en la columna de título. «Certificaciones AMPROFON». Asociación Mexicana de Productores de Fonogramas y Videogramas, 09-10-2020. [Consulta: 12 novembre 2021].
75. ↑  «Louis Tomlinson | Walls» (en anglès). BPI. [Consulta: 13 desembre 2021].